# Weißiger Schloss

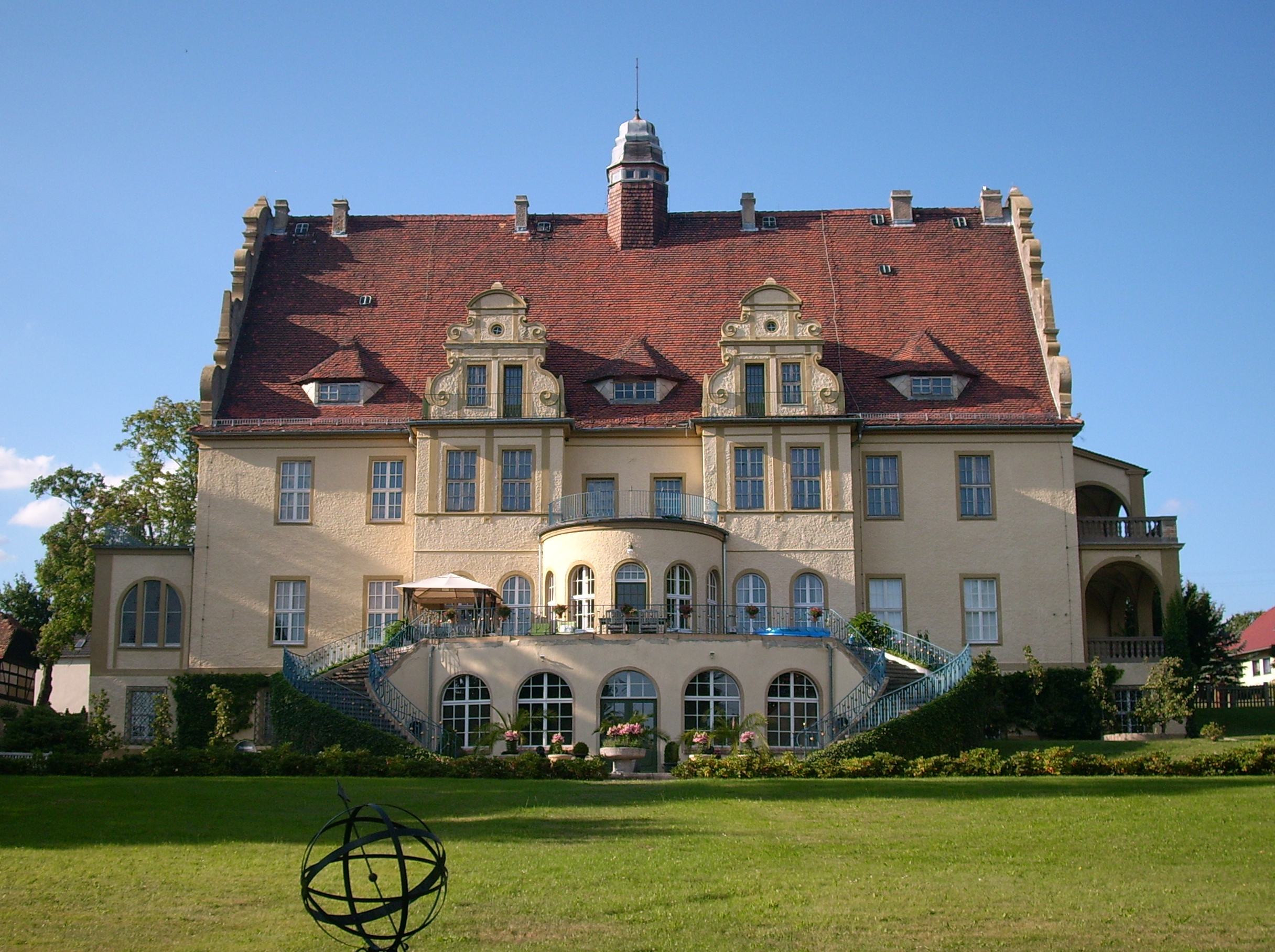
Das Weißiger Schloss

Das Weißiger Schloss befindet sich an zentraler und weithin sichtbarer Stelle in Weißig, einem Ortsteil der Gemeinde Oßling im sächsischen Landkreis Bautzen. Es liegt etwa zehn Kilometer nördlich von Kamenz und ist seit 2005 in Privatbesitz.

## Geschichte

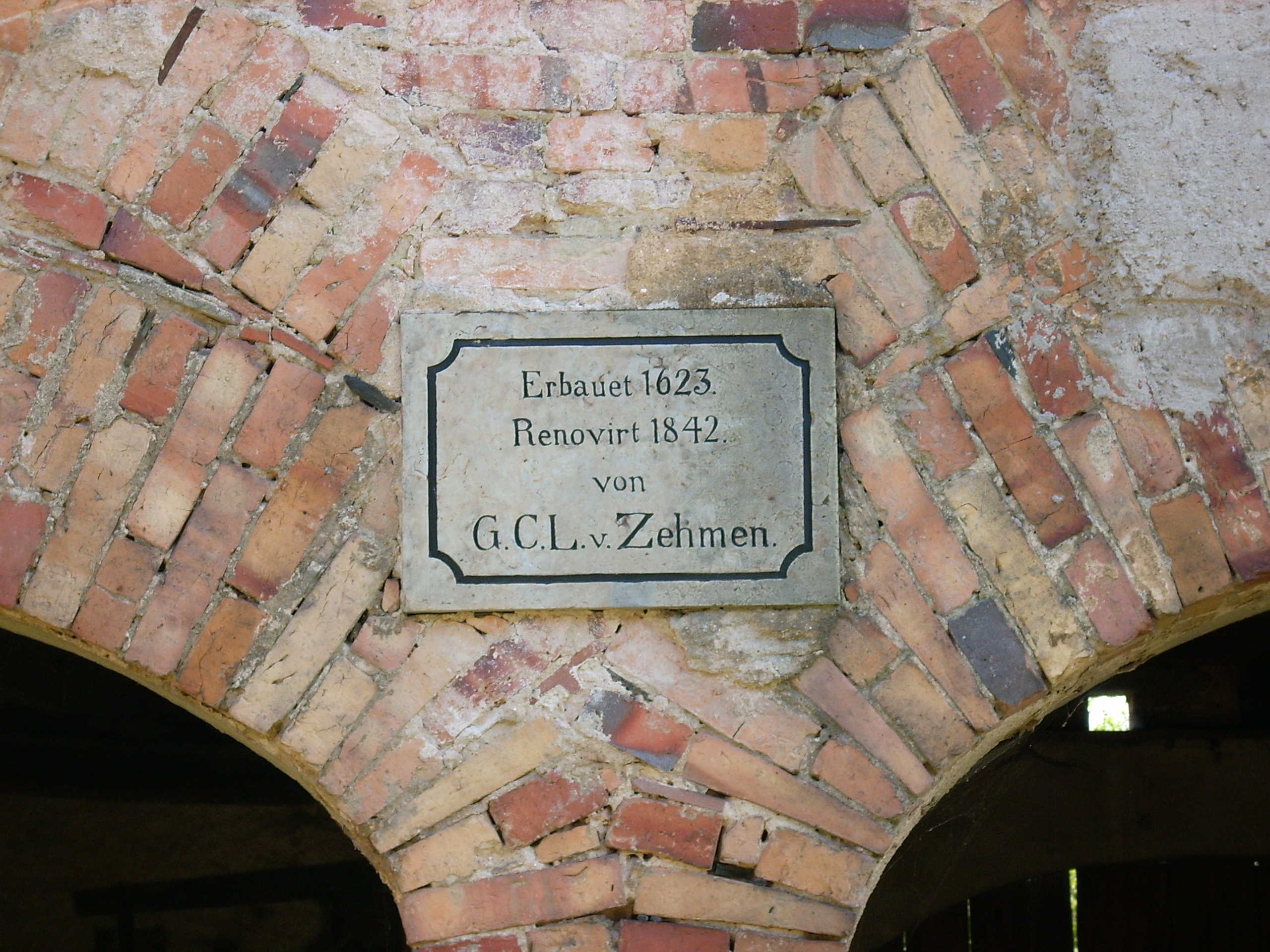
Gedenktafel an einem Gebäude des Ritterguts

Im Jahr 1466 wurde ein Rittersitz in Weißig erstmals erwähnt. Carl von Ponickau verkaufte das Rittergut im Jahr 1723 für 25.376 Taler und sieben Groschen an den Königlich Polnischen und Kurfürstlich Sächsischen Hof-, Justiz- und Appellationsrat Hans Bastian III. von Zehmen, der es 1763 an Heinrich Ludwig von Zehmen vererbte. Im Jahr 1837 erwarb es Georg Christian Ludwig von Zehmen von seinen Verwandten für 32.000 Taler. Nach seinem Tod ging es 1844 in den Besitz von Moritz Oskar von Zehmen über.
Oskar Horst von Zehmen erbte das Rittergut im Jahr 1899 und verpachtete dessen Felder ab 1902 an die Bauern der Umgebung. Da das alte, einfach gebaute Herrenhaus aus dem 17. Jahrhundert seinen Ansprüchen nicht genügte, ließ er es abtragen und betraute das namhafte Dresdner Architekturbüro Lossow & Kühne (William Lossow und Max Hans Kühne) mit dem Bau eines neuen Schlosses. Finanzieren konnte von Zehmen das Bauprojekt mit den Einnahmen aus einem Steinbruch, den er ab 1905 an das Berliner Unternehmen Siemens & Halske verpachtete. Die Bauarbeiten des Schlosses begannen 1907 und konnten Ende 1908 fertiggestellt werden. Es wurde etwas nordöstlicher vom Standort des alten Herrenhauses von der Bernsdorfer Baufirma Müller errichtet.
Von Zehmens Sohn und Erbe Oskar Horst Ernst, ein Leutnant des 2. Königlich Sächsischen Jägerbataillons, starb 1912 auf dem Dresdner Heller bei einem Duell mit einem Nebenbuhler, der seine Frau verführt hatte. Sein Sohn Georg wiederum, der das Schloss samt Gut 1927 von seinem Großvater erbte, fiel 1941 im Zweiten Weltkrieg. Aus wirtschaftlichen Gründen sah sich seine Frau Margot Ende 1942 gezwungen, das Schloss und ein nahe gelegenes Fachwerkhaus für 155.000 Reichsmark an den Reichsbund für Deutsche Jugendherbergen e. V. Berlin zu verkaufen. Die jung verwitwete Margot von Zehmen blieb in Weißig, überstand das Kriegsende und wanderte danach mit ihren kleinen Kindern nach Buenos Aires aus.
Der Döbelner Architekt Kurt Hennenberg wurde daraufhin beauftragt, das Schloss in ein „HJ-Umschulungsheim für auslandsdeutsche Mädchen“ umzubauen. Ende 1943 schlug Hennenberg vor, stattdessen ein KLV-Erholungsheim im Schloss einzurichten. Beide Projekte wurden jedoch nicht realisiert und das Schloss diente letztlich als Wehrertüchtigungslager der Hitlerjugend. Die dort an Handfeuerwaffen und Panzernahbekämpfungsmitteln ausgebildeten Jugendlichen ergriffen im April 1945 kurz vor Einmarsch der Roten Armee die Flucht. Der damalige Bürgermeister und die Weißiger Bevölkerung verzichteten darauf, sich den sowjetischen Soldaten zur Wehr zu setzen, und konnten so die Zerstörung des Orts und des Schlosses verhindern. Bereits ab Anfang 1945 kamen bis zu 14 Umsiedlerfamilien aus den Ostgebieten des Deutschen Reiches im Schloss unter. Als es kurz nach Kriegsende hieß, das Schloss solle abgerissen werden, setzten sich die Umsiedler zusammen mit dem Bürgermeister und den Weißiger Einwohnern erfolgreich gegen einen Abriss ein. Im Herbst 1945 zog schließlich die örtliche Grundschule mit drei Klassen ein. Ab 1947 diente das nunmehr volkseigene Schloss auch als Altersheim, bis man es 1949 zum Kreiskinderheim umfunktionierte.

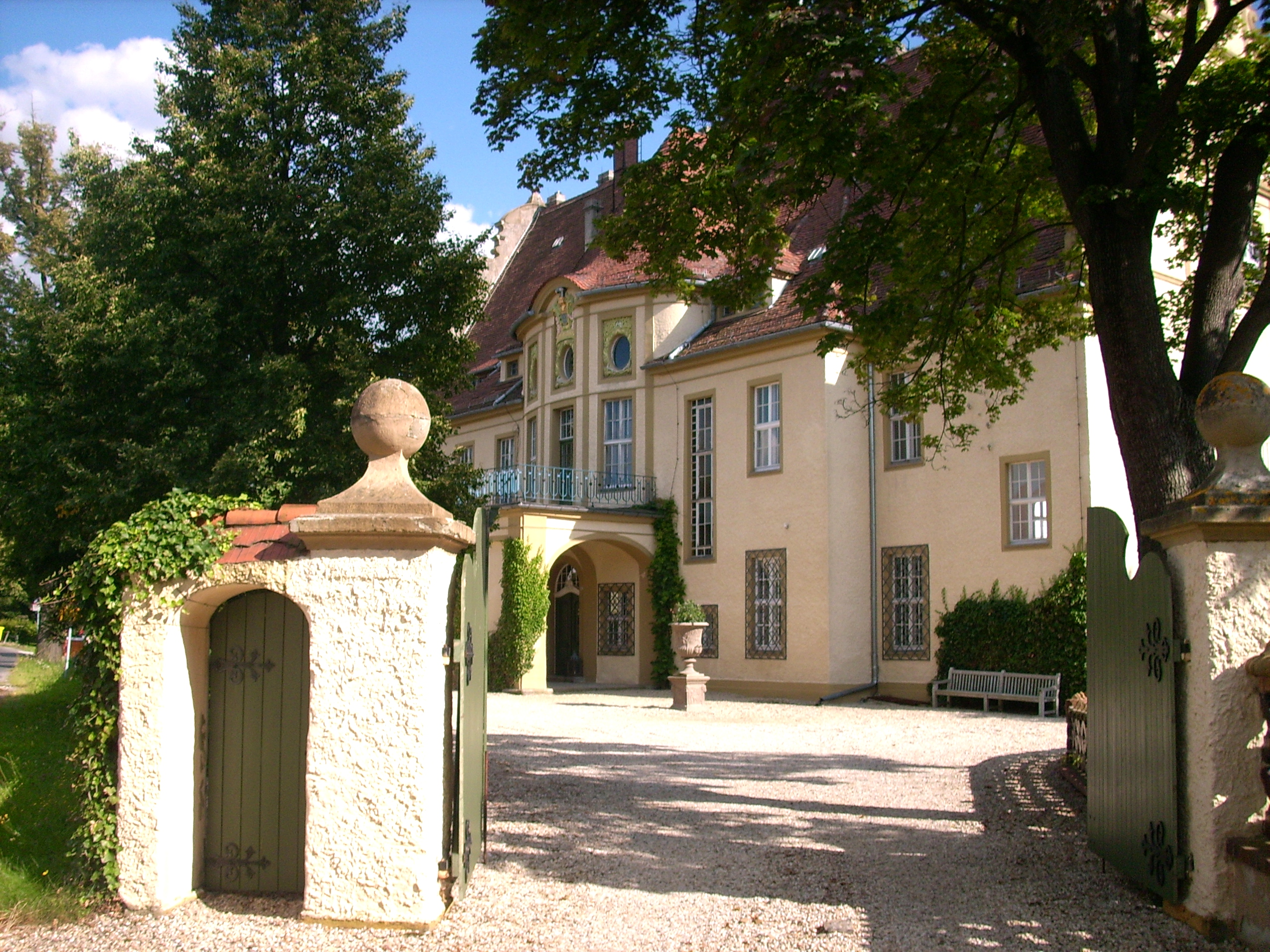
Blick in den Schlosshof

Im Zuge der Deutschen Wiedervereinigung wurde das Landratsamt Kamenz Eigentümer des Schlosses. Nach der Schließung des Kinderheims im Sommer 1993 stand das Schloss über Jahre leer und verfiel zunehmend. 1996 wurde schließlich ein Heimatverein gegründet, der es sich zur Aufgabe machte, das Schloss zu erhalten und dem Landratsamt dabei zu helfen, einen geeigneten Käufer zu finden. Da die finanziellen Mittel stark begrenzt waren, konnte 1998 die Dachhaut des Turms nur provisorisch repariert werden. Weitere Reparaturen wie das Erneuern und Abdichten von Regenrinnen und Dachterrassen erfolgten ein Jahr später. Ein Investor aus Gelsenkirchen erwarb Ende 1999 das Schloss samt dazugehörigem Rittergut und beabsichtigte, es touristisch und gastronomisch zu nutzen. Nach kurzer Zeit trat er jedoch von seinem Kauf zurück. Daraufhin versuchte man, wie schon zuvor, über das Internet einen neuen Käufer zu finden. Im Jahr 2005 erwarb der niederländische Immobilienentwickler Jan Pierre van Ede das denkmalgeschützte Schloss und ließ es von einheimischen Firmen und Handwerkern unverzüglich von Grund auf sanieren.
Im Jahr 2007 fand auf dem Schloss das 6. Krabatfest statt, das der sächsische Landtagspräsident Erich Iltgen eröffnete. Ein Jahr später wurde auf der privaten Anlage mit den Einwohnern des Orts die 100-Jahr-Feier des fast fertig sanierten Schlosses begangen. Nach dem Tod des Besitzers im Jahr 2014 wurde das Schloss im Oktober 2015 an ein Dresdner Unternehmerpaar veräußert.

## Baubeschreibung

### Altes Herrenhaus
Der abgetragene Vorgängerbau aus dem 17. Jahrhundert war ein mit Schindeln gedeckter ländlicher Bau auf rechteckigem Grundriss. Die Gefache des Fachwerkobergeschosses waren mit Weller gefüllt. Die ursprünglichen Andreaskreuze im Fachwerk waren später verputzt worden. Das Hauptgesims bestand aus einem profilierten Balken. Die Balken der Decke waren ebenfalls profiliert. Das Gebäude bestand aus einem Flur, einer Küche, zwei Gewölben, einem Zimmer und einem Nebenraum. Ein Anbau stammte aus dem Jahr 1846. Die Tonnengewölbe der Keller waren aus Granit und Lehm.

### Neues Schloss

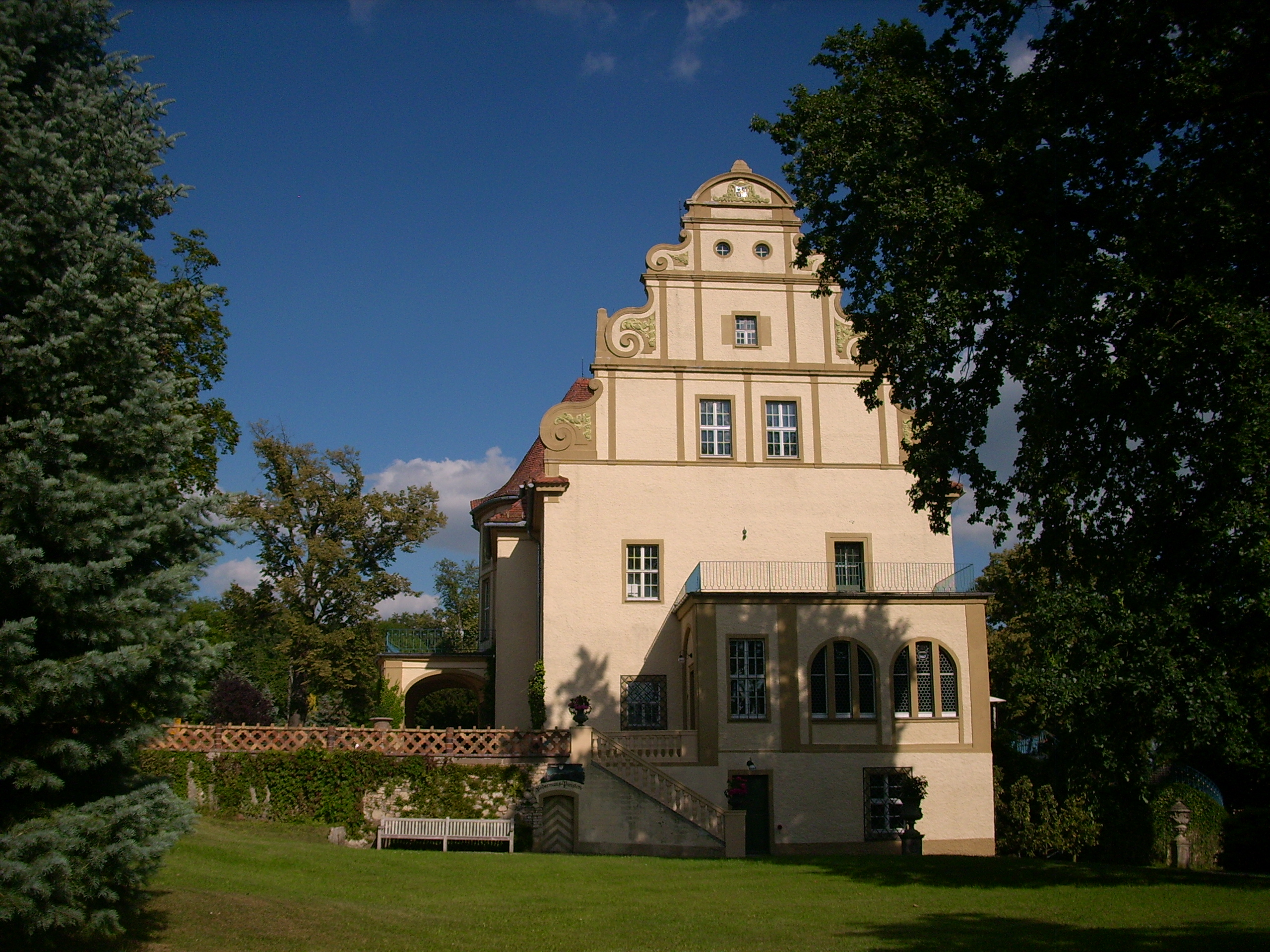
Der Westgiebel des Schlosses

Das dreigeschossige Gebäude wurde im Stil des Historismus mit Renaissance-Giebeln, zwei Erkern, einem abgestuften Terrassenvorbau und einer ausschwingenden Freitreppe errichtet. Es hat etwa 70 Zimmer unterschiedlicher Größe und eine eigene im Stil der Gotik gestaltete Kapelle, die der Heiligen Elisabeth geweiht ist. Die Grundfläche beträgt 2300 Quadratmeter. Zwei Hoftore führen auf den Schlosshof. An der östlichen Schlosseinfahrt sind zwei Löwenskulpturen aufgestellt. Der Schlossturm, der auf dem Dach eine Höhe von 31 Metern erreicht, ist mit Kupferblechen gedeckt. An der Eingangsfront sowie am Ost- und Westgiebel prangt jeweils das Wappen der Familie von Zehmen. Unter dem Wappen der Frontseite erinnert die Inschrift „1908 OHVZ“ an den Bauherrn Oskar Horst von Zehmen.
Im Zuge der Sanierung ab 2005 wurde ein Speisezimmer in ein Empfangszimmer umgebaut. Die Küche befand sich ursprünglich im Keller und wurde schließlich nahe dem Wohnbereich eingerichtet. Bei der auf alten Dokumenten beruhenden Restaurierung wurden Mauern, die die ursprünglichen Grundrisse der Räumlichkeiten verändert hatten, wieder entfernt.

## Innenausstattung
Barocke Schränke, Jagdtrophäen, Rokokomöbel, Bilder, Teppiche und silberne Wandleuchter aus dem alten Herrenhaus fanden im neuen Schloss erneut Verwendung. Eine Rüstsammlung, die sich in einem ebenfalls abgetragenen Gewächshaus befand, war bereits um 1840 nach Berlin verkauft worden. In der Eingangshalle des neuen Schlosses befinden sich heute antike Möbel, Bilder und Teppiche. Stofftapeten verkleiden die Wände. Die Kapelle besitzt seit der Sanierung wieder Kirchenbänke, Bildnisse, farbige Fenster sowie Heiligenfiguren aus den Niederlanden. Seit 2010 befindet sich im Schloss auch eine etwa 120 Jahre alte Wäschemangel der Firma L. A. Thomas aus Großröhrsdorf, die zuvor 43 Jahre in Großgrabe stand.

## Parkanlage

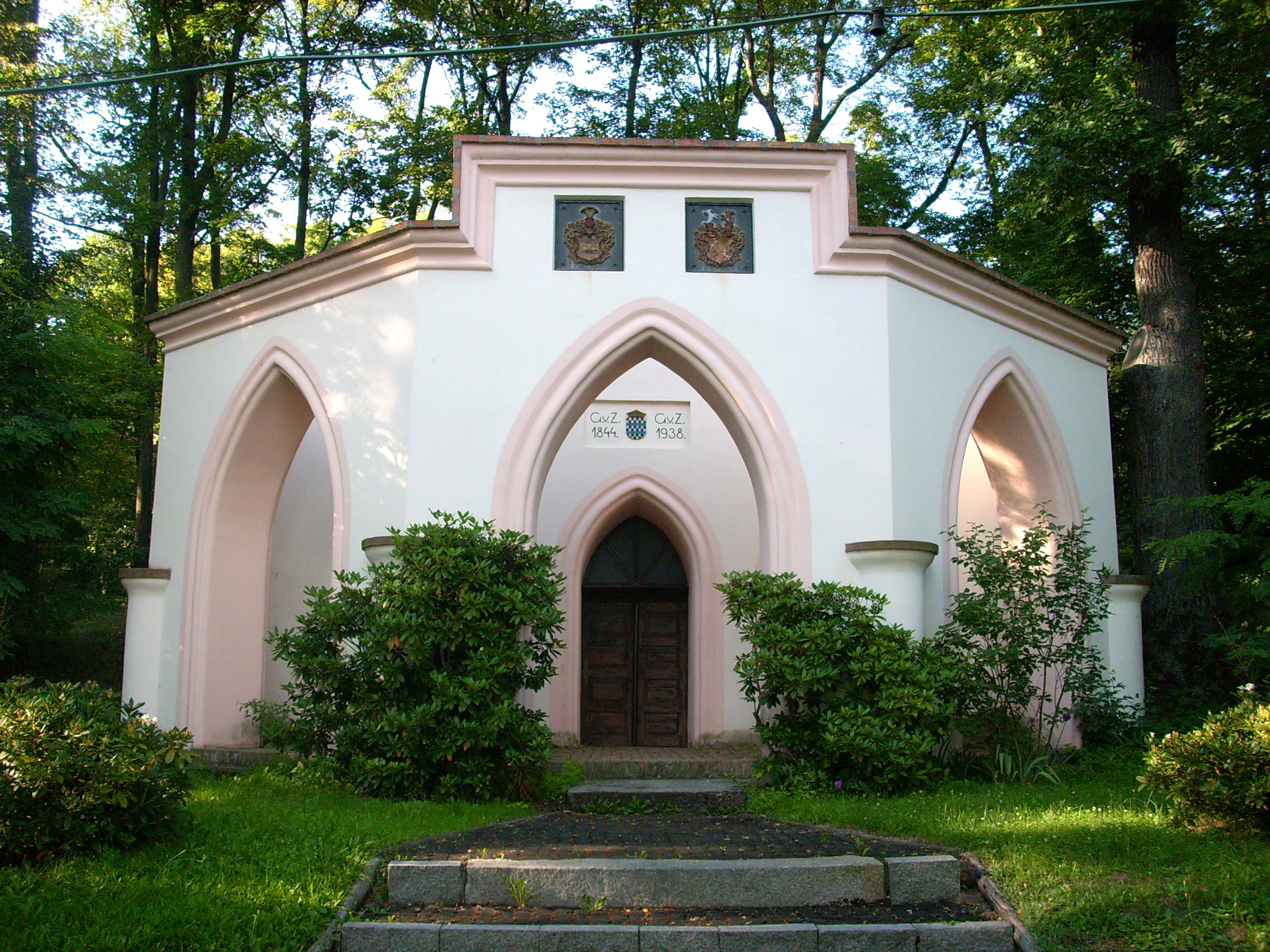
Das Mausoleum der Familie von Zehmen

Der zum Weißiger Schloss gehörende waldartige Landschaftspark ist 5,2 Hektar groß. Am Hauptweg des Parks befindet sich etwa 150 Meter östlich vom Schloss ein neogotisches Mausoleum, das die Familie von Zehmen als Familienbegräbnisstätte von 1842 bis 1844 errichten ließ. Den spitzbogigen Eingang zum Vorhof zieren oberhalb die Wappen des 1899 verstorbenen Moritz Oskar von Zehmen und seiner zweiten Ehefrau Thekla von Wolfersdorff. Über dem Portal prangt das Familienwappen mit blauen und weißen Karos. Links und rechts ist es mit den Inschriften „G.v.Z. 1844“ bzw. „G.v.Z. 1938“ bezeichnet. Erstere verweist auf das Jahr der Fertigstellung des Baus unter Georg Christian Ludwig von Zehmen (1776–1844), der noch im selben Jahr in der Gruft beigesetzt wurde. Die zweite Inschrift „G.v.Z. 1938“ erinnert an das Jahr einer Renovierung unter Georg von Zehmen, dem letzten Schlossherrn seines Hauses.
Zu beiden Seiten der mächtigen aus Eichenholz gefertigten Eingangstür wurde das Mausoleum mit je einem vergitterten Fenster versehen. Der schlicht gestaltete Innenraum misst 4,20 mal 4,20 Meter und ist etwa fünf Meter hoch. Die Seitenwände gehen nach oben hin in drei gotische Spitzbögen über, die in Raummitte zusammenfinden. An der linken Seitenwand befindet sich ein 1,80 Meter hoher und etwa ein Meter breiter Grabstein mit Sandsteinrelief, auf dem Hans Heinrich von Luttitz (gest. 1648) als lebensgroßer Ritter mit schulterlangem, lockigem Haar dargestellt ist. Der Grabstein stammt aus der Kamenzer Hauptkirche St. Marien und wurde um 1840 nach Weißig gebracht. Eine zum Teil verwitterte Inschrift am unteren Rand des Steins verkündet:

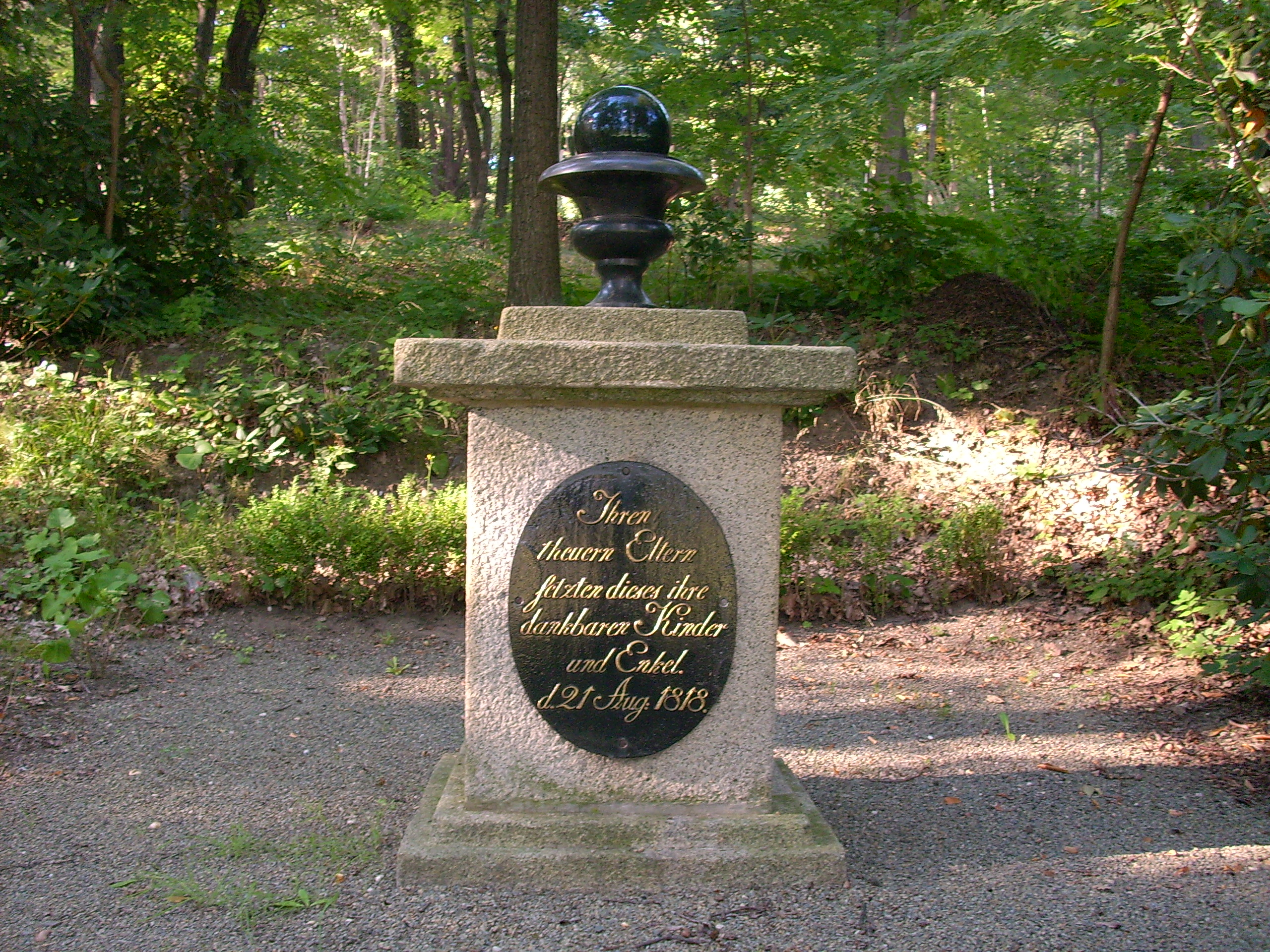
Gedenkstein von 1818

„Anno 1648 an 18. Oktober zwischen 2 und 3 Uhr ist in Gott seelig entschlafen Der Wohl Edel geborene Gestrenge und Mannhafte Herr Hans Heinrich von Luttitz auf Weißig seines Alters 33 Jahr 3 Tage Deinen Seele Gott Gnade.“

Nach dem Zweiten Weltkrieg diente das Mausoleum der Gemeinde Weißig zeitweilig als Leichenhalle. 1983 und 1984 wurden die Außenfassade und der Innenraum renoviert. Von 2000 bis 2001 wurde die unter Denkmalschutz stehende Gruft unter der Leitung eines ortsansässigen Restaurators von Weißiger Bürgern ein weiteres Mal erneuert.
In unmittelbarer Nähe des Mausoleums steht ein schlichtes Denkmal aus Granit mit gusseiserner Inschriftplatte. Es wurde im Jahr 1818 anlässlich des 75. Geburtstags von Heinrich Ludwig von Zehmen (gest. 1832) an dessen Lieblingsplatz im Park aufgestellt.